# Théâtre de la Vieille-Grille
Résidence
Le théâtre de la Vieille-Grille était un théâtre privé parisien situé no 1 rue du Puits-de-l'Ermite à l'angle de la rue Larrey dans le 5e arrondissement de Paris. Un café littéraire, qui fait également librairie, lui a succédé en 2021, sous le nom de l'Ours et la Vieille Grille.

## Historique
Maurice Alezra, avec l'aide de sa compagne Béatrice Moulin, transforme à la fin des années 1950 une ancienne épicerie et caviste en café-théâtre d'une cinquantaine de places. Bien que le lieu soit excentré, loin des circuits habituels, près de Grande Mosquée et du jardin des plantes, il y invente avec succès une forme de spectacles multidisciplinaires qui deviendra le café-théâtre. La cave est utilisée également pour des spectacles musicaux,.
Le premier spectacle associe notamment Fernand Berset, Topor et Maurice Garrel. Le lieu voit se produire à leurs débuts des artistes tels que Jacques Higelin en 1962, Rufus en 1964, Bernard Haller, ou encore Coluche. Romain Bouteille fait en 1966 son premier one-man-show. L'endroit devient un laboratoire de l'anti-conformisme,. 
En 2000, le théâtre est repris par Anne Quesemand et Laurent Berman (animateurs d'une petite compagnie, Théâtre à Bretelles, habituée des lieux) qui continuent de proposer une programmation de théâtre et de musiques en tous genres (classique, jazz, musique du monde).
En 2018, le projet du propriétaire de vendre les murs conduit à l'arrêt de l'activité. Un café littéraire lui succède en 2021.